# Carmarthenshire
Le Carmarthenshire (Sir Gaerfyrddin ou, familièrement, Sir Gâr en gallois) est un comté du sud du pays de Galles, dont la capitale est Carmarthen.

## Géographie

### Géographie physique
Le Carmarthenshire est le plus vaste des comtés historiques du pays de Galles. Il est bordé par le Pembrokeshire à l'ouest, le Ceredigion au nord, le Powys, Neath Port Talbot et Swansea à l'est et le canal de Bristol au sud. Il se compose en grande partie de paysages de collines, avec le massif du Black Mountain (en) dans l'est et le piémont des monts Cambriens au nord, sur l'autre versant de la vallée de la Towy. Son point culminant est Fan Foel, un sommet secondaire du Fan Brycheiniog (en) s'élevant à 781 m d'altitude.
Plusieurs cours d'eau traversent le comté pour se jeter dans le canal de Bristol, comme la Towy, qui est le plus long fleuve dont le cours se situe entièrement au pays de Galles, mais aussi la Loughor (qui sert de frontière avec le Glamorgan), la Gwendraeth (en) et la Tâf. Au nord, la Teifi constitue la frontière avec le Ceredigion. Le littoral du Carmarthenshire est découpé par les estuaires de ces fleuves, notamment au niveau de la baie de Carmarthen. Il abrite également les plages de Pendine Sands et Cefn Sidan (en).

### Géographie humaine
Les principales villes du Carmarthenshire sont Ammanford, Burry Port, Carmarthen, Kidwelly, Llanelli, Llandeilo, Newcastle Emlyn, Llandovery, St Clears et Whitland. Llanelli est de loin la plus peuplée, mais Carmarthen conserve le rôle de chef-lieu en raison de sa position plus centrale.
Le Carmarthenshire comprend les communautés suivantes :
| Nom anglais                 | Nom gallois              | Population (2011) | Remarques                                             |
| --------------------------- | ------------------------ | ----------------- | ----------------------------------------------------- |
| Ammanford                   | Rhydaman                 | 5 411             | Ville.                                                |
| Abergwili                   | Abergwili                | 1 612             |                                                       |
| Abernant                    | Abernant                 | 297               |                                                       |
| Betws                       | Betws                    | 2 175             |                                                       |
| Bronwydd                    | Bronwydd                 | 564               |                                                       |
| Carmarthen                  | Caerfyrddin              | 14 185            | Ville.                                                |
| Cenarth                     | Cenarth                  | 1 030             |                                                       |
| Cilycwm                     | Cil-y-cwm                | 487               |                                                       |
| Cilymaenllwyd               | Cilymaenllwyd            | 742               |                                                       |
| Cwmamman                    | Cwmamman                 | 4 486             |                                                       |
| Cynwyl Elfed                | Cynwyl Elfed             | 1 044             |                                                       |
| Cynwyl Gaeo                 | Cynwyl Gaeo              | 940               |                                                       |
| Dyffryn Cennen              | Dyffryn Cennen           | 1 176             | Comprend Ffairfach (en) et Trap (en).                 |
| Eglwyscummin                | Eglwys Gymyn             | 432               |                                                       |
| Gorslas                     | Gorslas                  | 4 066             |                                                       |
| Henllanfallteg              | Henllan Fallteg          | 480               |                                                       |
| Kidwelly                    | Cydweli                  | 3 523             | Ville.                                                |
| Laugharne Township          | Treflan Lacharn          | 1 222             | Ville.                                                |
| Llanarthney                 | Llanarthne               | 765               |                                                       |
| Llanboidy                   | Llanboidy                | 1 061             |                                                       |
| Llanddarog                  | Llanddarog               | 1 198             |                                                       |
| Llanddeusant                | Llanddeusant             | 220               |                                                       |
| Llanddowror                 | Llanddowror              | 851               |                                                       |
| Llandeilo                   | Llandeilo                | 1 795             | Ville.                                                |
| Llandovery                  | Llanymddyfri             | 2 065             | Ville.                                                |
| Llandybie                   | Llandybïe                | 10 994            |                                                       |
| Llandyfaelog                | Llandyfaelog             | 1 304             |                                                       |
| Llanedi                     | Llanedi                  | 5 664             |                                                       |
| Llanegwad                   | Llanegwad                | 1 473             |                                                       |
| Llanelli                    | Llanelli                 | 25 168            | Ville.                                                |
| Llanelli Rural              | Llanelli Gwledig         | 22 800            |                                                       |
| Llanfair-ar-y-bryn          | Llanfair-ar-y-bryn       | 624               |                                                       |
| Llanfihangel Aberbythych    | Llanfihangel Aberbythych | 1 344             |                                                       |
| Llanfihangel-ar-Arth        | Llanfihangel-ar-Arth     | 2 213             |                                                       |
| Llanfihangel Rhos-y-Corn    | Llanfihangel Rhos-y-Corn | 468               |                                                       |
| Llanfynydd                  | Llanfynydd               | 499               |                                                       |
| Llangadog                   | Llangadog                | 1 311             |                                                       |
| Llangain                    | Llangain                 | 573               |                                                       |
| Llangathen                  | Llangathen               | 507               |                                                       |
| Llangeler                   | Llangeler                | 3 427             |                                                       |
| Llangennech                 | Llangennech              | 4 964             |                                                       |
| Llangunnor                  | Llangunnor               | 2 381             |                                                       |
| Llangyndeyrn                | Llangyndeyrn             | 3 102             |                                                       |
| Llangynin                   | Llangynin                | 284               |                                                       |
| Llangynog                   | Llangynog                | 492               |                                                       |
| Llanllawddog                | Llanllawddog             | 703               |                                                       |
| Llanllwni                   | Llanllwni                | 638               |                                                       |
| Llannon                     | Llannon                  | 5 270             |                                                       |
| Llanpumsaint                | Llanpumsaint             | 734               |                                                       |
| Llansadwrn                  | Llansadwrn               | 517               |                                                       |
| Llansawel                   | Llansawel                | 438               |                                                       |
| Llansteffan                 | Llansteffan              | 942               | Comprend Llanybri.                                    |
| Llanwinio                   | Llanwinio                | 448               |                                                       |
| Llanwrda                    | Llanwrda                 | 514               |                                                       |
| Llanybydder                 | Llanybydder              | 1 638             |                                                       |
| Llanycrwys                  | Llanycrwys               | 235               |                                                       |
| Manordeilo and Salem        | Maenordeilo a Salem      | 1 754             | Comprend Manordeilo (en), Salem (cy) et Cwmifor (en). |
| Meidrim                     | Meidrim                  | 582               |                                                       |
| Myddfai                     | Myddfai                  | 398               |                                                       |
| Newcastle Emlyn             | Castellnewydd Emlyn      | 1 184             | Ville.                                                |
| Newchurch and Merthyr       | Llannewydd a Merthyr     | 676               | Comprend Newchurch (en) et Merthyr (cy).              |
| Pembrey and Burry Port Town | Pen-bre a Phorth Tywyn   | 8 547             | Ville. Comprend Burry Port et Pembrey (en).           |
| Pencarreg                   | Pencarreg                | 1 169             |                                                       |
| Pendine                     | Pentywyn                 | 346               |                                                       |
| Pontyberem                  | Pontyberem               | 2 768             |                                                       |
| Quarter Bach                | Cwarter Bach             | 2 921             |                                                       |
| St Clears                   | Sanclêr                  | 2 995             | Ville.                                                |
| St Ishmael                  | Llanismel                | 1 370             | Comprend Ferryside.                                   |
| Talley                      | Talyllychau              | 494               |                                                       |
| Trelech                     | Tre-lech                 | 745               |                                                       |
| Trimsaran                   | Trimsaran                | 2 541             |                                                       |
| Whitland                    | Hendy-gwyn               | 1 792             |                                                       |

## Histoire
Des outils en pierre taillée découverts à Coygan Cave (en), près de Laugharne, indiquent la présence d'hominidés dans le Carmarthenshire, probablement des Néandertaliens, au moins 40 000 ans avant le présent. Cependant, une occupation continue par Homo sapiens n'est attestée qu'à partir de la fin du Dryas récent, vers 11 500 ans AP, comme dans le reste des îles Britanniques.
À l'âge du fer, la région est occupée par un peuple celtique de langue brittonique, les Demetae. Après la conquête romaine de la Grande-Bretagne, au Ier siècle de notre ère, les Romains construisent un fort à Moridunum, l'actuelle Carmarthen, pour mieux contrôler la région. Moridunum constitue par la suite la civitas des Demetae. Ce peuple donne son nom au Dyfed, l'un des nombreux royaumes qui se constituent au pays de Galles au haut Moyen Âge. Au sein du royaume de Deheubarth, qui succède au Dyfed au Xe siècle, la vallée de la Towy ou Ystrad Tywi constitue une région particulièrement importante où se trouve le château de Dinefwr, siège de la maison de Dinefwr.
Après la conquête normande de l'Angleterre, en 1066, les barons anglo-normands tentent d'envahir le pays de Galles. Gallois et Normands se disputent le contrôle de l'Ystrad Tywi et de nombreux châteaux forts sont construits durant cette période, d'abord en bois, puis en pierre. Le comté du Carmarthenshire est créé sur le modèle des comtés anglais après la conquête du pays de Galles par Édouard Ier, en 1284.
Carmarthen devient le chef-lieu de ce nouveau comté. Elle abrite la chancellerie et la trésorerie et accueille deux fois par an la Court of Great Sessions in Wales (en). Aménagée par les Normands, la ville devient le seul port d'étape du pays de Galles, par lequel transitent exportations (laines, peaux, cuir, plomb et étain) et importations (nourriture et vin français). Ces liens commerçaux expliquent que la région soit particulièrement touchée par la peste noire au milieu du XIVe siècle. Pendant la révolte des Gallois, Owain Glyndŵr s'empare du château de Carmarthen en 1405 et de plusieurs autres forteresses voisines, mais la région finit par repasser sous le contrôle du roi anglais Henri V. Après la Première révolution anglaise, durant laquelle le château de Carmarthen est une place forte royaliste, Oliver Cromwell ordonne que ses défenses soient démantelées.
C'est dans le Carmarthenshire qu'est percé le premier canal industriel du pays de Galles, en 1768, afin de transporter le charbon extrait dans la vallée de la Gwendraeth (en) jusqu'à la côte. L'année suivante, le premier pont ferroviaire est construit sur la ligne de chemin de fer qui longe le canal. Le Carmarthenshire s'enrichit pendant les guerres napoléoniennes en raison de la demande accrue en charbon, en fer et en produits agricoles. Le paysage de la région est bouleversé par la déforestation, avec l'ouverture de nombreux puits de mine et usines entre Llanelli et Pembrey (en). La région est au centre des émeutes de Rebecca, entre 1839 et 1844, durant lesquelles ouvriers et paysans se déguisent en femmes pour protester contre les péages trop élevés.
En vertu du Local Government Act 1972, le Carmarthenshire fusionne avec le Cardiganshire et le Pembrokeshire le 1er avril 1974 au sein du nouveau comté de Dyfed. L'ancien Carmarthenshire y est divisé en trois districts : Carmarthen, Dinefwr et Llanelli. Cette situation dure jusqu'au 1er avril 1996 et l'entrée en vigueur du Local Government (Wales) Act 1994, qui restaure le Carmarthenshire dans ses anciennes frontières et en fait l'une des 22 aires principales du pays de Galles.